# コンプライアンスプログラム
コンプライアンスプログラムとは経営学用語の一つ。これは企業が従業員に対してコンプライアンスを遵守させるために、自社で作成する計画のこと。コンプライアンスプログラムでは、コンプライアンスのガイドライン、社員教育、罰則規定などが作成される。